# Mais (álbum de Marisa Monte)
Mais é o segundo álbum da artista musical brasileira Marisa Monte, sendo o primeiro de estúdio. O seu lançamento ocorreu em 13 de março de 1991, através da gravadora EMI.

## Antecedentes e gravação
Marisa, descoberta por Nelson Motta em 1988, teve-o como seu diretor artístico, que criou uma campanha de promoção primorosa de shows em locais de repercussão para a cantora. A partir daí, Monte deu uma entrevista a uma matéria para o Jornal do Brasil, recebendo diversas ofertas de contrato por editoras fonográficas, que foram recusados. Quando assinou com a EMI, lançou seu álbum ao vivo de estreia em 1989, sendo um sucesso comercial e campeão de vendas no ano. Em poucos meses, havia chegado a marca de um milhão de cópias, impulsionado pelo single "Bem que se Quis", incluído na trilha sonora de uma novela das oito. Nesse ponto, a cantora já era considerada um "padrão e referência", por ter religado "de forma definitiva tribos até então nem sempre se harmonizaram na cena brasileira", ao passo em que é notado o surgimento de "uma música pop brasileira, que conciliou influências da MPB, do rock, do samba e da nação nordestina sem que um gênero se sobrepusesse a outro".
Em julho de 1990, Monte havia se apresentado no Festival de Jazz de Montreux, onde apresentou as faixas do disco que até então inéditas, sendo elas "Volte para o Seu Lar" e "Ensaboa". Dois meses depois, as sessões de gravação do álbum começaram, durando entre até novembro de 1990 e ocorrendo em vários estúdios entre o Brasil e Nova Iorque. Conforme se relatou numa matéria da revista Bizz, a gravadora EMI financiou de forma melhor o álbum, dado o sucesso do debute supracitado. Monte escolheu como produtor Arto Lindsay após ver sua banda Ambitious Lovers, e ele por sua vez trouxe vários músicos renomados como Ryuichi Sakamoto, Bernie Worrell, John Zorn e Melvin Gibbs .

## Composição

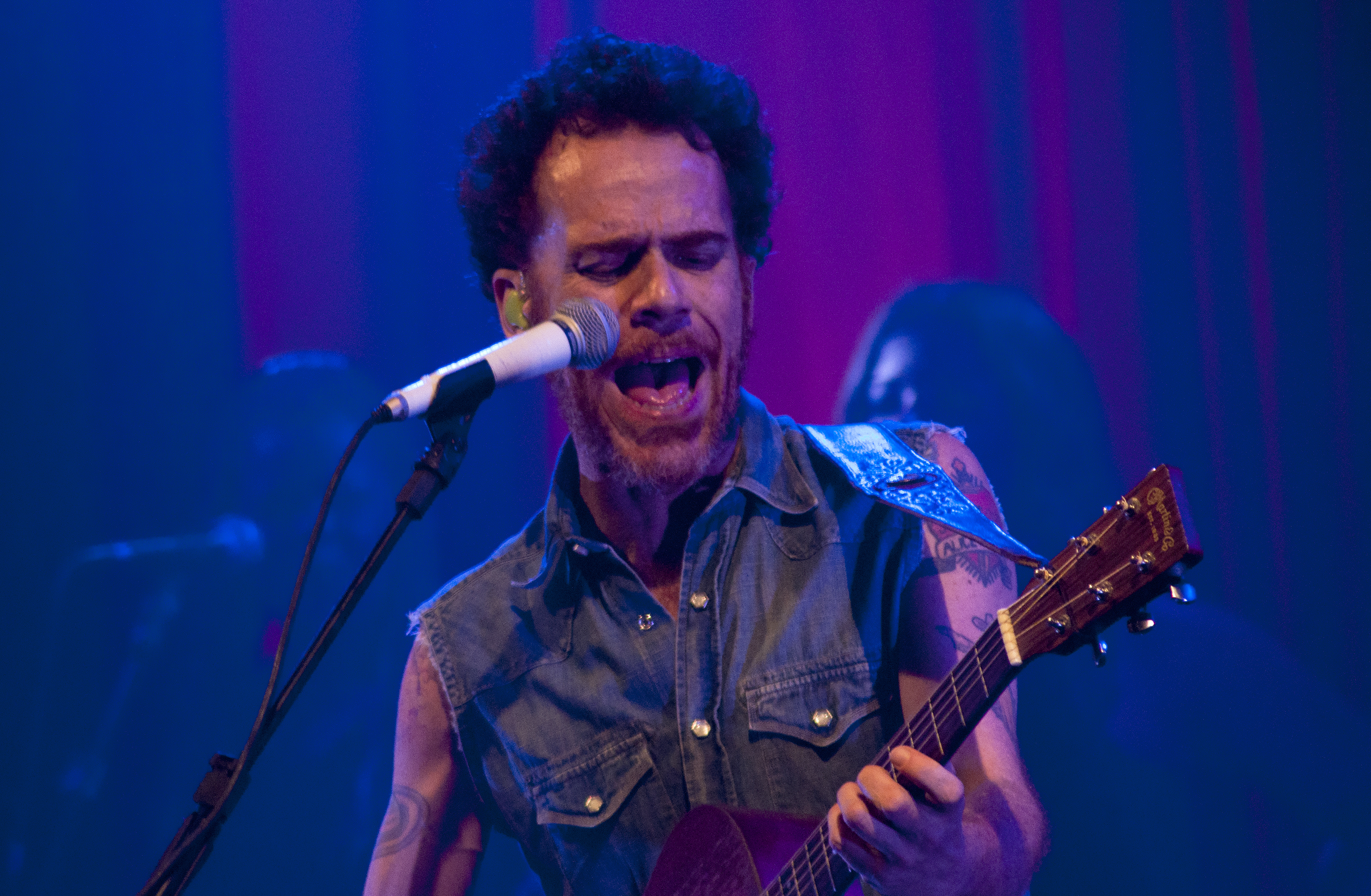
Nando Reis (imagem), ex-membro da banda Titãs, foi um dos compositores que trabalharam de forma considerável em Mais, assinando quatro das 12 faixas.

A ideia do álbum era exatamente romper com "acusações de 'crooner talentosa' e instituir uma cara nova e coesa para o seu trabalho", dentro de um estilo próprio. Monte sintetizou, na época, o processo como "procurar sua turma".  Monte explicou que o nome Mais era "soma como enriquecimento e como resultado" no que agregaria ao seu perfil musical, bem como ressaltar que "cantar não é só cantar, é também pensar em todas essas coisas, e estou pensando". Disse que o projeto era um afastamento das interpretações de canções de seu gosto pessoal para algo que tivesse a ver com a sua geração, também afirmando que não era uma compositora, mas que apreciava conceber a ligação entre compositores que acompanhem ela pela carreira. Monte não queria repetir o primeiro álbum, definido como sendo "a apresentação da cantora", e buscou composições novas porque "eu tinha que botar música no mundo". Monte pediu composições a músicos contemporâneos com quem tinha afinidade, incluindo Renato Russo, Marina Lima e Herbert Vianna. O resultado final trouxe sete das oito canções originais tendo colaboração de membros dos Titãs, Arnaldo Antunes, Nando Reis e Branco Mello, e a última sendo a primeira escrita apenas por Monte, "Eu Sei (Na Mira)".  No âmbito musical, buscava a inserção da música brasileira em um contexto global, visto o conhecimento de world music do produtor Lindsay.
Antunes co-compôs a faixa inicial do álbum e um dos sucessos do mesmo, "Beija Eu", e é o único compositor em "Volte para o Seu Lar", a música é vista como "demarcação de território ideológico", feita pela cantora sobre um batuque que "soou tribal e contemporâneo". Em seguida surge a primeira e mais conhecida das quatro canções com colaboração de Reis, "Ainda Lembro", terceira faixa do álbum que é uma balada com influência soul e um single de êxito da cantora, com participação de Ed Motta, que já tinha participado em duas canções na apresentação que gerou o álbum debute de Marisa em outubro de 1988, sendo elas "I Heard It Through the Grapevine", de Marvin Gaye, e "These Are the Songs", de Tim Maia. A partir da quarta canção, surgem as quatro únicas faixas já gravadas antes, já que Monte queria ainda ter versões para "continu[ar] fiel ao trabalho de pesquisa, de releitura". No caso são as músicas "De Noite na Cama", composta por Caetano Veloso e originalmente com a sua primeira gravação lançada em 1971, por Erasmo Carlos; "Rosa", que teve sua melodia composta por Pixinguinha em 1917, recebendo letra de Otávio de Souza, um funileiro que nunca mais comporia outra canção, no final dos anos 1930; "Borboleta", versão musicada de um poema retirado do folclore nordestino; e "Ensaboa" de Cartola que, na versão de Monte, recebeu trechos de "Lamento da Lavadeira" composta por Monsueto, juntamente com um "mashup de tons sociais", citando versos de "Sorrow, Tears and Blood" e "Colonial Mentality" de Fela Kuti, "Eu Sou Negão (Macuxi Muita Onda)" de Gerônimo Santana,  "A Felicidade" de Antônio Carlos Jobim e Vinicius de Moraes, e um arranjo mesclando o lundu do original com o reggae.
Mais volta com canções originais na faixa oito, onde Antunes fez parceria de escrita com outro integrante do Titãs, Branco Mello na canção "Eu Não Sou da Sua Rua", que é vista como uma "mensagem de desapego às coisas do mundo que Marisa deu com delicadeza", demonstrando que Monte adotou "desde então tons menos dramáticos". Descrita pela própria Monte como a melhor canção do disco, "Diariamente" é outra música que foi grafada por Reis e que foi descrita como "graciosa". O disco prossegue com "Eu Sei (Na Mira)", canção pop composta sozinha por Monte. As últimas duas foram compostas tanto pela musicista quanto por Reis; as faixas "Tudo Pela Metade" e "Mustapha" foram descritas como "menos imponentes no conjunto do aliciante repertório de Mais e, sintomaticamente, foram alocadas ao fim do disco". "Mustapha" foi uma homenagem a Mustapha Barat, cameraman e fotógrafo marroquino que Monte conheceu em Nova York.

## Recepção crítica
Na época do lançamento, a crítica do jornal O Estado de S. Paulo elogiou o disco, afirmando que a cantora estava "menos dramática, com a voz ainda mais afinada e cristalina, o que parecia impossível, Marisa chega a comover. E, definitivamente, ingressa no panteão dos titãs, em todos os sentidos." Por outro lado O Globo deu duas críticas não muito positivas criticando o repertório e as interpretações contidas, embora o  jornalista Mauro Ferreira afirmasse que Marisa acertara ao apostar no ecleticismo, e numa análise retrospectiva de 2020, Ferreira disse que o álbum "reverteu expectativas de quem ansiava por outro disco com lapidações de joias da música brasileira".

## Lista de faixas
| N.º            | Título                                             | Compositor(es)                              | Duração |  |
| 1.             | "Beija Eu"                                         | Marisa Monte, Arnaldo Antunes, Arto Lindsay | 3:10    |  |
| 2.             | "Volte para o Seu Lar"                             | Antunes                                     | 4:41    |  |
| 3.             | "Ainda Lembro" (participação especial de Ed Motta) | Monte, Nando Reis                           | 4:05    |  |
| 4.             | "De Noite na Cama"                                 | Caetano Veloso                              | 4:24    |  |
| 5.             | "Rosa"                                             | Pixinguinha, Otávio de Souza                | 2:43    |  |
| 6.             | "Borboleta"                                        | Folclore nordestino                         | 1:56    |  |
| 7.             | "Ensaboa"                                          | Cartola, Monsueto                           | 4:15    |  |
| 8.             | "Eu Não Sou da Sua Rua"                            | Branco Mello, Antunes                       | 1:29    |  |
| 9.             | "Diariamente"                                      | Reis                                        | 4:05    |  |
| 10.            | "Eu Sei (Na Mira)"                                 | Monte                                       | 2:40    |  |
| 11.            | "Tudo Pela Metade"                                 | Monte, Reis                                 | 4:11    |  |
| 12.            | "Mustapha"                                         | Monte, Reis                                 | 2:23    |  |
| Duração total: | Duração total:                                     | Duração total:                              | 40:02   |  |

### Participações em trilhas sonoras
- "Eu Sei (Na Mira)" fez parte da trilha sonora da novela O Dono do Mundo da Rede Globo.
- "Ainda Lembro" fez parte da trilha sonora da novela Deus Nos Acuda da Rede Globo.
- "Rosa" fez parte da trilha sonora das novelas Fera Ferida, Desejo Proibido, Espelho da Vida e Além da Ilusão da Rede Globo.

## Desempenho nas tabelas musicais
| Tabela musical (1991)                   | Melhor posição |
| --------------------------------------- | -------------- |
| Estados Unidos (Billboard World Albums) | 3              |

| Região                     | Certificação | Vendas  |
| -------------------------- | ------------ | ------- |
| Brasil (Pro-Música Brasil) | 2× Platina   | 710,000 |

## Créditos
Adaptados do encarte:

### Músicos
- Marisa Monte — vocais
- Pastoras da Velha Guarda da Portela (Dona Doca, Dona Surica e Dona Eunice) — vocais em "Ensaboa"
- Criançada — coral em "Tudo Pela Metade"
- Arto Lindsay — vocais em "Volte para o Seu Lar", guitarra em "De Noite na Cama", "Eu Sei (Na Mira)" e "Tudo Pela Metade"
- Gigante Brazil — vocais em "Ensaboa" e "Mustapha". bateria em "Ensaboa" e "Eu Sei (Na Mira)" e percussão em "Mustapha"
- Prince Vasconcelos de Bois — vocais e percussão em "Borboleta"
- Marc Ribot — guitarras em "Beija Eu", "Volte para o Seu Lar", "De Noite na Cama", "Tudo Pela Metade"  e violão em "Beija Eu"
- Perinho Santana — guitarra em "Ensaboa" e "Mustapha", guitarra base em "Eu Sei (Na Mira)" e violão em "Mustapha"
- Robertinho de Recife — violões em "Ainda Lembro", "Borboleta", "Eu Sei (Na Mira)" e "Mustapha"
- Romero Lubambo — violões em "Eu Não Sou da Sua Rua" e "Diariamente" e assobio em "Eu Não Sou da Sua Rua"
- Melvin Gibbs — baixo em "Beija Eu", "Volte para o Seu Lar", "De Noite na Cama" e "Tudo Pela Metade"
- Ricardo Feijão — baixo em "Ensaboa", "Eu Sei (Na Mira)" e "Mustapha"
- Bernie Worrell — teclados em "Beija Eu", "Volte para o Seu Lar", "De Noite na Cama" e "Tudo Pela Metade"
- Ryuichi Sakamoto — teclados em "Ainda Lembro", "Rosa", "Ensaboa", "Eu Sei (Na Mira)" e "Mustapha"
- Dougie Bowne — bateria em "Beija Eu", "Volte para o Seu Lar", "De Noite na Cama" e "Tudo Pela Metade"
- Naná Vasconcelos — percussão em "Volte para o Seu Lar", "De Noite na Cama", "Eu Não Sou da Sua Rua" e "Tudo Pela Metade"
- Armando Marçal — percussão em "Ainda Lembro", "Ensaboa" e "Eu Sei (Na Mira)" e cuíca em "De Noite na Cama", "Rosa" e "Mustapha"
- Cyro Baptista — percussão em "Diariamente"
- John Zorn — saxofone alto em "Volte para o Seu Lar" e "Ensaboa"
- Marty Erhlich — saxofone tenor em "Volte para o Seu Lar" e "Ensaboa"
- Carol Emmanuel — harpa em "Diariamente"

### Pessoal técnico
- Produção — Arto Lindsay
- Direção artística — Jorge Davidson
- Direção executiva — Leonardo Netto
- Concepção do projeto e produção executiva — Lula Buarque, em Nova York
- Técnicos de gravação e de mixagem — Patrick Dillet e Roger Moutenot
- Assistentes de gravação e mixagem — Justin Luchter, Dave Shiffman e Mauro Bianchi
- Projeto gráfico — Claudio Torres
- Fotos — Marcia Ramalho
- Coordenação do projeto gráfico — Gisele Ribeiro
- Escriba — Nando Reis
- Pintura do cenário — Emily Pirmez
- Maquilagem — Marlene Moura
- Coordenação gráfica — Egeu Laus
- Assistente de produção — Wagner "Moreno" Paes, no Rio de Janeiro